# Lupinus mantaroensis
Lupinus mantaroensis är en ärtväxtart som beskrevs av Charles Piper Smith. Lupinus mantaroensis ingår i släktet lupiner, och familjen ärtväxter. Inga underarter finns listade i Catalogue of Life.